# 鄒濂
鄒濂（1516年—？），原名曾濂，後復姓鄒，字子濬，號六華，江西吉安府永豐縣纂溪人，明朝政治人物。

## 生平
嘉靖十九年（1540年）江西鄉試第四十一名举人，三十二年（1553年）癸丑科三甲246名進士。通政司观政，授行人司行人，三十五年五月丁父忧。三十八年九月起复，選授禮科給事中。三十九年三月劾奏巡抚应天都御史翁大立疏狂自用，刻核少恩，不宜复处危疑之地。四十一年三月升兵科右给事中，請求恢復鄒姓。十月升吏科左给事中，四十二年三月升浙江布政司右參議。

## 家族
曾祖曾元魁，贈衛經歷；祖父曾翔，金吾後衛經歷；祖母蕭氏，封孺人；父曾夢祺（1493年-1556年），後恢復姓鄒，字兆賢，號龍井，嘉靖元年舉人，历官永平府通判、滦州、滄州知州。母陳氏，封宜人。兄曾潜（生员）、曾湛、曾汪（生员）；弟曾澣、曾淑（異母弟）。